# Sam Merrill
Samuel Hoskins Merrill, né le 15 mai 1996 à Albuquerque dans l'État du Nouveau-Mexique, est un joueur américain de basket-ball évoluant au poste d'arrière.

## Biographie

### Bucks de Milwaukee (2020-2021)
Lors de la draft 2020, il est sélectionné en 60e position par les Pelicans de La Nouvelle-Orléans puis envoyé aux Bucks de Milwaukee.
Le 1er décembre 2020, il signe un contrat de deux saisons en faveur des Bucks de Milwaukee. Sam Merrill est sacré champion NBA en fin de saison avec la franchise du Wisconsin.

### Grizzlies de Memphis (2021)
En août 2021, il est échangé aux Grizzlies de Memphis contre Grayson Allen et deux futurs seconds tours de draft.
Il est coupé le 1er janvier 2022 en raison d'une entorse à la cheville gauche qui l'éloignera des parquets trois à quatre mois.

### Cavaliers de Cleveland (depuis 2023)
Début mars 2023, il signe un contrat de 10 jours aux Cavaliers de Cleveland. Mi-mars 2023, il signe jusqu'à la fin de saison aux Cavaliers de Cleveland.
Il prolonge avec les Cavs à l'été 2025 pour un contrat de 38 millions de dollars sur quatre ans.

## Palmarès

### Professionnel
- Champion NBA avec les Bucks de Milwaukee en 2021
- Champion avec les Bucks de Milwaukee de la Conférence Est de la NBA en 2021

### Universitaire
- Third-team All-Mountain West (2018)
- AP Honorable Mention All-American (2019)
- Mountain West Player of the Year (2019)
- 2× First-team All-Mountain West (2019, 2020)
- 2× Mountain West Tournament MVP (2019, 2020)

## Statistiques

### Universitaires
| Saison    | Équipe     | Matchs | Titul. | Min./m | % Tir | % 3pts | % LF | Rbds/m. | Pass/m. | Int/m. | Ctr/m. | Pts/m. |
| --------- | ---------- | ------ | ------ | ------ | ----- | ------ | ---- | ------- | ------- | ------ | ------ | ------ |
| 2016-2017 | Utah State | 31     | 18     | 26,2   | 45,8  | 45,6   | 88,1 | 3,06    | 3,13    | 0,97   | 0,16   | 9,35   |
| 2017-2018 | Utah State | 34     | 33     | 35,4   | 50,4  | 46,4   | 84,9 | 3,26    | 3,15    | 1,03   | 0,21   | 16,32  |
| 2018-2019 | Utah State | 35     | 35     | 35,3   | 46,1  | 37,6   | 90,9 | 3,94    | 4,14    | 1,06   | 0,29   | 20,89  |
| 2019-2020 | Utah State | 32     | 32     | 35,0   | 46,1  | 41,0   | 89,3 | 4,12    | 3,91    | 0,88   | 0,09   | 19,66  |
| Carrière  | Carrière   | 132    | 118    | 33,1   | 47,0  | 42,0   | 89,1 | 3,61    | 3,59    | 0,98   | 0,19   | 16,70  |

### Professionnelles
| Champion NBA |

#### Saison régulière
| Saison    | Équipe    | Matchs | Titul. | Min./m | % Tir | % 3pts | % LF  | Rbds/m. | Pass/m. | Int/m. | Ctr/m. | Pts/m. |
| --------- | --------- | ------ | ------ | ------ | ----- | ------ | ----- | ------- | ------- | ------ | ------ | ------ |
| 2020-2021 | Milwaukee | 30     | 2      | 7,8    | 44,4  | 44,7   | 100,0 | 1,00    | 0,70    | 0,27   | 0,03   | 2,97   |
| 2021-2022 | Memphis   | 6      | 0      | 9,6    | 33,3  | 30,4   | 50,0  | 1,17    | 0,67    | 0,00   | 0,00   | 4,17   |
| 2022-2023 | Cleveland | 5      | 0      | 11,7   | 40,9  | 27,8   | 100,0 | 1,80    | 1,00    | 0,80   | 0,00   | 5,00   |
| 2023-2024 | Cleveland | 61     | 1      | 17,5   | 40,2  | 40,4   | 92,9  | 1,97    | 1,77    | 0,31   | '0,07  | 7,95   |
| 2024-2025 | Cleveland | 71     | 4      | 19,7   | 40,6  | 37,2   | 96,6  | 2,21    | 1,52    | 0,75   | 0,20   | 7,17   |
| Carrière  | Carrière  | 173    | 7      | 16,3   | 40,5  | 38,6   | 92,5  | 1,87    | 1,42    | 0,49   | 0,11   | 6,55   |

#### Playoffs
| Saison   | Équipe    | Matchs | Titul. | Min./m | % Tir | % 3pts | % LF  | Rbds/m. | Pass/m. | Int/m. | Ctr/m. | Pts/m. |
| -------- | --------- | ------ | ------ | ------ | ----- | ------ | ----- | ------- | ------- | ------ | ------ | ------ |
| 2021     | Milwaukee | 8      | 0      | 3,7    | 28,6  | 20,0   | 00,0  | 0,62    | 0,12    | 0,50   | 0,00   | 0,62   |
| 2024     | Cleveland | 10     | 0      | 12,5   | 34,5  | 37,0   | 100,0 | 1,20    | 0,90    | 0,00   | 0,00   | 3,30   |
| 2025     | Cleveland | 8      | 3      | 19,9   | 37,5  | 35,9   | 66,7  | 2,50    | 1,75    | 0,50   | 0,25   | 5,75   |
| Carrière | Carrière  | 26     | 3      | 12,1   | 35,5  | 35,2   | 83,3  | 1,42    | 0,92    | 0,31   | 0,08   | 3,23   |

## Records sur une rencontre en NBA
Les records personnels de Sam Merrill en NBA sont les suivants, :
| Type de statistique        | Saison régulière | Saison régulière                  | Saison régulière | Playoffs | Playoffs            | Playoffs     |
| Type de statistique        | Record           | Adversaire                        | Date             | Record   | Adversaire          | Date         |
| -------------------------- | ---------------- | --------------------------------- | ---------------- | -------- | ------------------- | ------------ |
| Points                     | 27               | 2 fois                            | 2 fois           | 9        | 2 fois              | 2 fois       |
| Paniers marqués            | 9                | 2 fois                            | 2 fois           | 3        | 2 fois              | 2 fois       |
| Paniers tentés             | 16               | 2 fois                            | 2 fois           | 7        | Celtics de Boston   | 13 mai 2024  |
| Paniers à 3 points réussis | 9                | Mavericks de Dallas               | 2 février 2025   | 4        | Nuggets de Denver   | 21 août 2020 |
| Paniers à 3 points tentés  | 14               | 2 fois                            | 2 fois           | 7        | Celtics de Boston   | 13 mai 2024  |
| Lancers francs réussis     | 4                | @ Nets de Brooklyn                | 16 décembre 2024 | 2        | Magic d'Orlando     | 5 mai 2024   |
| Lancers francs tentés      | 4                | @ Nets de Brooklyn                | 16 décembre 2024 | 2        | Magic d'Orlando     | 5 mai 2024   |
| Rebonds offensifs          | 3                | 2 fois                            | 2 fois           | 1        | 3 fois              | 3 fois       |
| Rebonds défensifs          | 8                | @ Rockets de Houston              | 16 mars 2024     | 3        | @ Hawks d'Atlanta   | 29 juin 2021 |
| Rebonds totaux             | 9                | Nets de Brooklyn                  | 11 janvier 2024  | 3        | @ Hawks d'Atlanta   | 29 juin 2021 |
| Passes décisives           | 9                | @ Pelicans de La Nouvelle-Orléans | 13 mars 2024     | 2        | 3 fois              | 3 fois       |
| Interceptions              | 3                | 3 fois                            | 3 fois           | 1        | 4 fois              | 4 fois       |
| Contres                    | 2                | @ Nuggets de Denver               | 27 décembre 2024 | -        | -                   | -            |
| Balles perdues             | 3                | Knicks de New York                | 27 mars 2021     | 1        | @ Nets de Brooklyn  | 7 juin 2021  |
| Minutes jouées             | 32               | @ Jazz de l'Utah                  | 2 avril 2024     | 28       | @ Celtics de Boston | 15 mai 2024  |

- Double-double : 0
- Triple-double : 0

Dernière mise à jour : 2 février 2025